# Въведение Богородично (Бело поле)
„Въведение Богородично“ или „Света Богородица“ (на сръбски: Црква Ваведења Богородице), или Црква Свете Богородице), е православна църква в печкото село Бело поле, Косово. Част е от Рашко-Призренската епархия на Сръбската православна църква. Църквата е обявена за паметник на културата.

## История
Църквата е построена в 1868 година върху останките на по-стара църква, благодарение на ангажимента на архимандрит Кирил Андреевич от Дечани и материалната помощ на руската императрица Мария Александрова.

## Архитектура
Църквата представлява скромна еднокорабна сграда, засводена с полукръг свод. Единствената украса на боядисаните в бяло фасади са полукръглите прозоречни отвори. Църквата е заобиколена от старо гробище с няколко стари големи каменни кръста.
В 1874 година видният дебърски майстор Васил Гиновски изработва иконостаса на храма.
В началото на 1999 година църквата е плячкосана и интериорът унищожен. През август е взривена от албански екстремисти.
В края на 2003 година е частично обновена. В март 2004 година е отново опожарена. По-късно храмът е възстановен.